# Neues Gasthaus (Röglitz)
Das Neue Gasthaus ist ein denkmalgeschütztes Gasthaus im Ortsteil Röglitz der Gemeinde Schkopau in Sachsen-Anhalt. Im örtlichen Denkmalverzeichnis ist es unter der Erfassungsnummer 094 20849 als Baudenkmal verzeichnet.
In Röglitz befinden sich zwei Gasthäuser, die umgangssprachlich als altes Gasthaus und neues Gasthaus bezeichnet werden. Das neue Gasthaus befindet sich unter der Adresse Kirchgasse 8. Der Baustil des um 1900 entstandenen Gebäudes lässt sich als Eklektizismus beschreiben, da es verschiedene historische Baustile aufweist. Beim Nordbau herrschen die Formen des Barocks vor, während die Formen des Südbaues eher der Romanik entsprechen. Die Klinker des Gebäudes sind zweifarbig. Für ein Gasthaus eher untypisch ist der fehlende Eingang von der Straße her.